# Tamia Valmont
Tamia Valmont, zumeist bekannt als Tamia (* 29. Juli 1947), ist eine französische Sängerin und Tänzerin, die vor allem im Bereich der Neuen Improvisationsmusik hervorgetreten ist und auf schamanisch anmutende Vokalmuster zurückgreift.

## Karriere
Valmont, deren Mutter Klavierlehrerin und Organistin war, trat 1972 beim Châteauvallon Jazz Festival mit der Unit von Michel Portal auf und wurde durch den Live-Mitschnitt des Konzertes, das Album À Chateauvallon – No, No But It May Be, bekannt. In der Folge trat sie solistisch auf und verwendete dabei auch die Mehrspur-Technik, etwa 1980 auf dem Paris Festival d'Automne. Sie konzertierte aufgrund einer Einladung durch Toru Takemitsu auf dem Tokyo Festival.
Als Tamia ging sie mit Joe McPhee auf Europatournee (Topology, 1981). Mit Pierre Favre veröffentlichte sie zwischen 1983 und 1992 drei Tonträger. Mit ihm tourte sie 1985 durch die USA. Im selben Jahr trat sie mit dem Musica Munta Orchestra, zu dem auch Gianluigi Trovesi, Lindsay Cooper und Paul Rutherford sowie die Sängerinnen Lauren Newton, Lucilla Galeazzi und Norma Winstone gehörten, auf dem Rumori Mediterranei Festival auf (Annìnnìa, 1986). Einige Stücke von ihr sind auch von Amon Tobin neu gemischt worden.
Valmont lehrte Vokaltechniken am Pariser Centre d’informations musicales. Nancy Huston wurde durch sie zur Hauptperson ihrer Novelle Fault Lines inspiriert.

## Diskografie
Solo-Alben
- Solo (1978, T Records)
- Senza Tempo (1981, T Records)
- Les chants de la Terre (1999, Universal Music)
- Unlimited Colors (2022, Bandcamp)

Alben mit Pierre Favre
- Blues for Pedro Arcanjo, (1983, T Records-Gemini)
- De la Nuit…le jour (1988, ECM)
- Solitudes (1992, ECM)